# أمجدية بايين (غرمسار كرمان)
أمجدیة بایین (بالفارسية: امجدیه پایین) هي قرية تقع في إيران في قسم غرمسار الریفي. يقدر عدد سكانها بـ 0 نسمة بحسب إحصاء 2016.